# 钌酸锂
钌酸锂是一种无机化合物，化学式为Li2RuO3。它具有层状蜂窝状的晶体结构，可以通过金属钌和碳酸锂在约700℃煅烧得到。它是一种潜在的锂离子电池电极材料，但和廉价的Li2MnO3相比，Ru的高价限制了其使用。